# George Throssell
George Lionel Throssell (Fermoy, 23 mei 1840 – Northam, 30 augustus 1910) was de tweede premier van West-Australië. Hij diende slechts drie maanden, van 15 februari tot 27 mei 1901, tijdens een periode van grote instabiliteit in West-Australië.

## Vroege jaren
George Throssell werd geboren in Fermoy, County Cork, Ierland, op 23 mei 1840. Hij was de zoon van een Pensioner Guard die in 1850 met zijn gezin, aan boord van de Scindian, naar West-Australië migreerde. Throssell werd opgeleid aan de Perth Public School. Zijn moeder stierf in 1854 en zijn vader in 1855, waarna hij zijn jongere broer en zus opbracht.
Hij begon een eigen zaak, "Geo. Throssell & Co.", als handelaar in landbouwproducten, in Northam in 1861. Van 1864 tot 1874 was hij postmeester in Northam. Throssell werd eigenaar van een meelmolen, boerderijen en een keten winkels. In 1885 veranderde de naam van zijn bedrijf in "Throssell & Son" nadat zijn zoon Lionel toetrad. Een jaar later stapte ook de zakenman W.J. Stewart in en werd de naam "Throssell, Son & Stewart".

## Politieke carrière
Throssell was actief in het gemeenschapsleven in Northam. In 1880 werd hij in de Northam Municipal Council verkozen waarvan hij tot 1883, en van 1885 tot 1887, voorzitter was. Vervolgens was hij tot 1894 - niet ononderbroken - burgemeester. Hij stond plaatselijk bekend als de 'leeuw van Northam'. Het is onder meer dankzij zijn inzet en invloed dat Northam een belangrijk spoorwegknooppunt werd. In 1890, hij was toen burgemeester, won Throssell de verkiezing, voor de zetel van het kiesdistrict Northam, in het West-Australische lagerhuis (Legislative Assembly).
In 1897 trad Throssell toe tot de regering van John Forrest. Hij werd commissaris voor kroonland (En:Commissioner of Crown Lands), een belangrijke functie in de snel ontwikkelende kolonie. Toen Forrest zijn ontslag indiende om in de federale politiek te gaan, nam Throssell op 15 februari 1901 diens functie van premier en minister van financiën (En:treasurer) over. Tijdens de daaropvolgende verkiezingen van april slaagden de ministerialisten, de voormalige aanhangers van Forrest, er niet in om een meerderheid van de zetels te behalen. Op 27 april diende Throssell zijn ontslag in als premier. Hij bleef wel lid van het lagerhuis. In 1904 nam hij om gezondheidsredenen niet aan de verkiezingen deel.
In 1907 won Throssell een tussentijdse verkiezing voor de zetel van de kiesprovincie East Province in het hogerhuis (Legislative Council). Hij zetelde er tot aan zijn dood op 30 augustus 1910.

## Persoonlijk leven
George Throssell huwde Anne Morrell op 6 juni 1861 in de St. George's Cathedral in Perth. Hij was vader van 14 kinderen, waaronder kapitein Hugo Vivian Hope Throssell die met het Victoria Cross onderscheiden werd. Ann Morrell stierf in 1906. Throssell stierf op 30 augustus 1910, vier dagen nadat hij thuis van de trap viel. Zes dochters en vijf zonen overleefden hem.
In 1909 werd Throssell als lid in de Orde van Sint-Michaël en Sint-George(CMG) opgenomen.
- Australian Dictionary of Biography: throssell-george-8805
- Trove: 1465648